# Moje detinjstvo
„Moje detinjstvo“ je televizijski prenos svečanog resitala u trajanju od 45 minuta, reditelja Slobodana Ž. Jovanovića, a u proizvodnji Radio-televizije Srbije, i premijerno je emitovan 17. marta 2004. godine.
Resital je upriličen u Narodnom pozorištu u Beogradu, a povodom obeležavanja godišnjice od 17. marta 2004. kada se na Kosovu i Metohiji dogodilo masovno etničko čišćenje Srba i kada su bile bile napadnute srpske enklave i bile spaljene srpske svetinje.

## Autorska ekipa
- Reditelj Slobodan Ž. Jovanović
- Scenarista Ivana Žigon

## Učestvuju
- Dramska umetnica Ivana Žigon
- Ansambl „Kosovski Božuri“
- Hor Kolibri
- OŠ „20 oktobar“ iz Vrbasa
- „Sibirski vitezovi“

## Spoljašnje veze
- http://www.youtube.com/watch?v=JYzOCcH4X0k&feature=related